# Batalla de la Puerta Collina
La batalla de la Puerta Collina se libró en el año 82 a. C. y se considera como la batalla final, por la cual Lucio Cornelio Sila se aseguró el control de Roma tras la guerra civil contra sus rivales.

## Desarrollo
Los samnitas, conducidos por Poncio Telesino, atacaron al ejército de Sila sobre la muralla noreste de la Puerta Collina y tras una encarnizada batalla que duró toda la noche, Sila se alzó con la victoria, finalizando de este modo con las ambiciones de los socii y con la guerra Social y la guerra civil. En esta batalla, el joven Marco Licinio Craso ganó renombre gracias a la habilidad con la que combatió en su ala del ejército. Tras la victoria, todos los prisioneros fueron ejecutados en la Villa Pública, cerca de la sede del Senado, con el fin de causar temor entre los senadores. Los cuerpos de los samnitas fueron arrojados al Tíber, poniendo punto final a sus acciones militares contra la capital republicana.